# Blainville-sur-Orne
Blainville-sur-Orne is een gemeente in het Franse departement Calvados (regio Normandië). De plaats maakt deel uit van het arrondissement Caen. Blainville-sur-Orne telde op 1 januari 2022 5.991 inwoners.

## Geografie
De oppervlakte van Blainville-sur-Orne bedroeg op 1 januari 2022 7,11 vierkante kilometer; de bevolkingsdichtheid was toen 842,6 inwoners per km².
De onderstaande kaart toont de ligging van Blainville-sur-Orne met de belangrijkste infrastructuur en aangrenzende gemeenten.

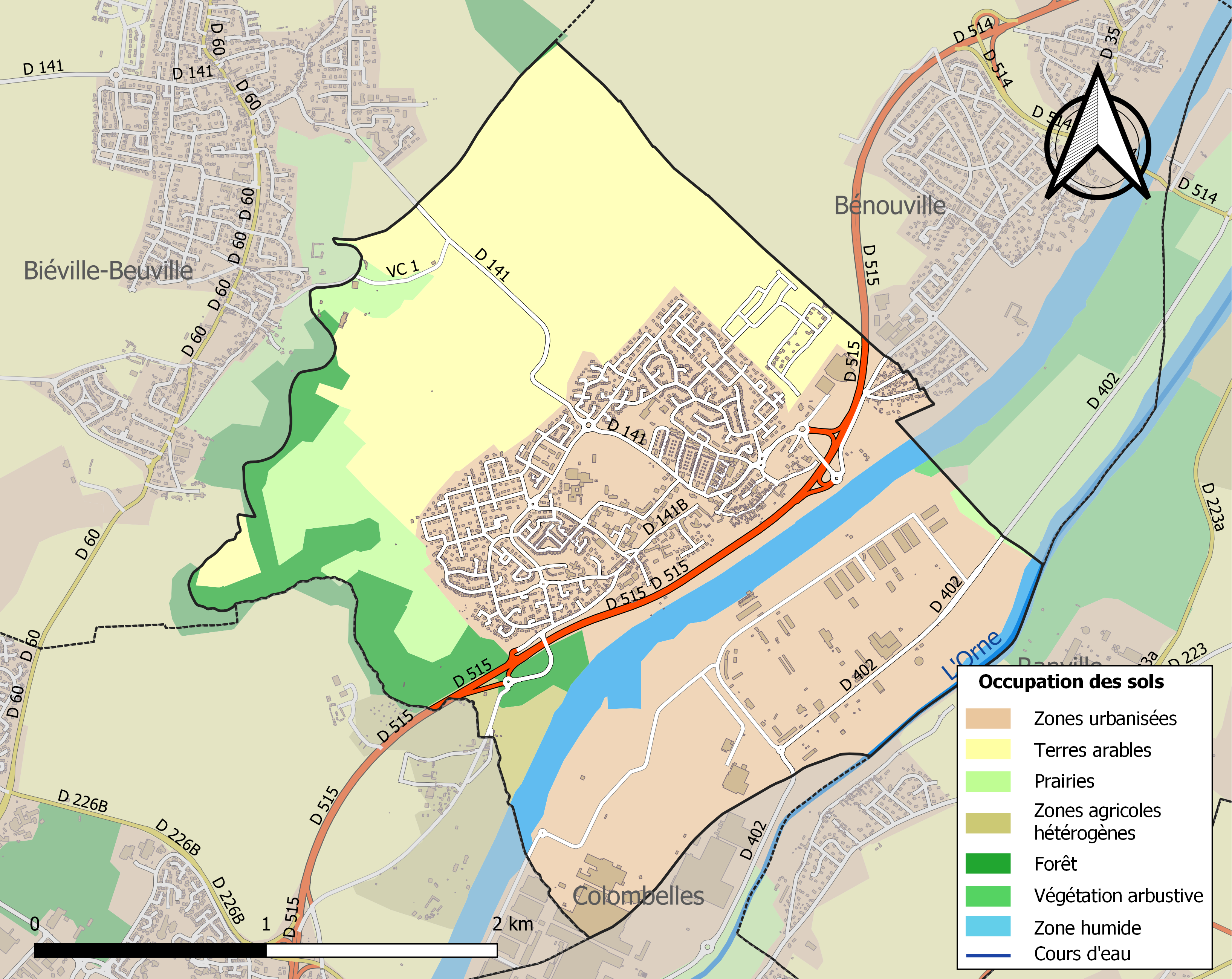

## Demografie
Onderstaande figuur toont het verloop van het inwonertal (bron: INSEE-tellingen).

Vanwege een beveiligingsprobleem met de MediaWiki Graph-software is het momenteel niet mogelijk deze grafiek weer te geven. Zodra de software is bijgewerkt zal de grafiek vanzelf weer zichtbaar worden.